# Гюргяны-дениз
Гюргяны-дениз — нефтяное месторождение в Азербайджане. Месторождение расположено в 40 км к востоку от Баку (согласно другим сведениям, в 200 км к югу от Баку), и было открыто в 1947 году. Глубина моря на месторождении колеблется от 1 до 3 метров.
Нефтеносность связана с отложениями мелового возраста. Начальные запасы нефти 50 млн тонн.
Оператором месторождение являться азербайджанская нефтяная компания ГНКАР.